# Leptophis coeruleodorsus
Espèce
Synonymes
- Leptophis ahaetulla coeruleodorsus Oliver, 1942

Leptophis coeruleodorsus est une espèce de serpent de la famille des Colubridae.

## Répartition
Cette espèce se rencontre à Trinité-et-Tobago et au Venezuela.
Sa présence est incertaine sur l'île Margarita.

## Publication originale
- Oliver, 1942 : A check list of the snakes of the genus Leptophis, with descriptions of new forms. Occasional Papers of the Museum of Zoology, University of Michigan, no 462, p. 1-19 (texte intégral).